# Comités de Defensa de la Revolución
Los Comités de Defensa de la Revolución son una red de comités vecinales en toda Cuba. 

## Historia
Se fundaron el 28 de septiembre de 1960, en La Habana, Cuba, con el objetivo de defender el naciente proyecto revolucionario de posibles intervenciones extranjeras. Su conformación está directamente ligada a los acontecimientos de Bahía de Cochinos, donde un grupo de cubanos en el extranjero intentaron una maniobra contra el régimen, sin embargo no tuvieron el éxito que esperaban. La creación de los CDR fueron creados con el propósito de identificar posibles brotes antirrevolucionarios dentro de la isla, para lo que estos comités comenzaron a desempeñar tareas de vigilancia colectiva para delatar a los individuos que detectaran como posibles amenazas para el régimen. 
"Vamos a implantar, frente a las campañas de agresiones del imperialismo, un sistema de vigilancia colectiva revolucionaria que todo el mundo sepa quién vive en la manzana, qué hace el que vive en la manzana y qué relaciones tuvo con la tiranía; y a qué se dedica; con quién se junta; en qué actividades anda.  Porque si creen que van a poder enfrentarse con el pueblo, ¡tremendo chasco se van a llevar!, porque les implantamos un comité de vigilancia revolucionaria en cada manzana...  (APLAUSOS), para que el pueblo vigile, para que el pueblo observe, y para que vean que cuando la masa del pueblo se organiza, no hay imperialista, ni lacayo de los imperialistas, ni vendido a los imperialistas, ni instrumento de los imperialistas que pueda moverse" 
La inauguración de los CDR tuvo lugar en un acto público frente al Palacio Presidencial (hoy Museo de la Revolución), presidido por Fidel Castro. Su primer Coordinador Nacional fue José Matar Franyie, un veterano militante comunista del Partido Socialista Popular (PSP), que fue como se hizo llamar desde la década de 1940, el primer partido comunista de Cuba.

Antes de la fundación de los CDR, existían varias organizaciones con diferentes fines que quedaron unificadas con la creación de esta nueva organización de masas. Los CDRs también participan en tareas de salud, higiene, de apoyo a la economía y de fomento de la participación ciudadana en distintos ámbitos, como en la participación en las elecciones o en las asambleas. Sin embargo, su papel inicial de defensa contra posibles invasiones extranjeras y sabotajes contrarrevolucionarios  que implicaran hechos violentos contra la población derivó en tareas que han sido ampliamente cuestionables. Los cederistas, al vigilar que no hubiera amenazas al régimen revolucionario, se convirtieron en observadores de la actividad de sus vecinos y conocidos, adquiriendo un gran poder sobre la vida de las personas. 
"L. había llegado a su casa, deshecha en llanto, y le había informado a su madre que no podría estudiar la carrera con la que había soñado desde muy pequeña. Sin saber muy bien cómo ayudar a su hija, O. se acercó a un joven de la cuadra, miembro del Ejecutivo del Comité de Defensa de la Revolución (CDR), y le pidió que la ayudara a conocer exactamente cuáles habían sido las razones por las que vetaban a su hija. En el Preuniversitario de La Víbora, el centro de estudios de L., al joven cederista le dijeron que, tal como establecía el protocolo, dirigentes de la Federación Estudiantil de la Enseñanza Media (FEEM) se habían entrevistado con los responsables del CDR de la cuadra en la que vivían mi vecina y su hija, para conocer la actitud de la estudiante ante las tareas «revolucionarias» de la organización. Allí se encontraron con una aseveración radical: la joven no solo pertenecía a una familia contrarrevolucionaria y no participaba en lo absoluto en la vida cederista del barrio, sino que ella y su familia esperaban emigrar hacia los Estados Unidos, por lo que no debían darle la posibilidad del estudio de una carrera como Medicina, tan necesaria para el país." 
A partir de las denuncias ante los CDRs, cualquier persona podría ser señalada y juzgada como contrarrevolucionario y sufriendo las consecuencias que esto implicaba, de ahí que sea cuestionable el papel de los comités. Un malentendido personal o la búsqueda por una venganza de carácter privado derivó en denuncias políticas únicamente para afectar a individuos que no eran del contentillo de los líderes de los comités. Ha sido estudiado el rol fundamental que tuvieron las mujeres en la conformación de los comités.  

## Estructura
Su estructura es centralizada; cada cuadra tiene su propio CDR, y los presidentes de los CDR de cada cuadra conforman el CDR del barrio, el de la provincia y el nacional. En la instancia nacional los órganos y organismos de dirección son: el Congreso, la Dirección y el Secretariado Ejecutivo. Cuenta con unos 7 600 000 miembros, ciudadanos mayores de 14 años de edad (requisito para ingresar en la organización).[cita requerida]
En realidad, los Comités de Defensa de la Revolución (CDR) se fundaron antes de que en Cuba se hiciera mención alguna al socialismo. Para ello Fidel Castro se valió de la etapa de efervescencia popular revolucionaria de los inicios de la llamada Revolución.
Los CDR se ubican en cada cuadra, el próximo nivel en la estructura es el Comité de Zona, que puede abarcar desde unos pocos hasta unos diez, veinte o más CDR, de acuerdo con las características urbanas y demográficas. El próximo nivel es la Circunscripción, después el Municipal, el Provincial y por último el Nacional. El dirigente de los CDR es conocido como Coordinador Nacional. Los CDR cuentan con casi ocho millones de miembros, para lo cual se debe tener en cuenta que el único requisito es cumplir catorce años de edad.
Cada comité tiene un presidente del CDR, y en la puerta de su casa se puede leer un cartel que así lo indica. La elección de este presidente o presidenta se basa en su compromiso con el proceso revolucionario, dando el ejemplo con su conducta solidaria y humanista. Cada comité tiene además un Responsable de Vigilancia, un Responsable Ideológico y un Responsable de Trabajos Voluntarios.
El presidente es quien suministra información sobre cada ciudadano que reside en su cuadra ya sea al jefe de Sector de la Policía, a investigadores de organizaciones políticas como la Unión de Jóvenes Comunistas o Partido Comunista de Cuba y es uno de los que suministra información regular a los investigadores del Departamento de Seguridad del Estado o G2 (policía política). El responsable de vigilancia participa también de estas actividades.
En el Comité de cada cuadra, existe un libro conocido como "Registro de Dirección". En este libro deben ser anotadas todas las personas que residan en la cuadra. Cada ciudadano que se muda a una nueva dirección, está obligado a pasar por el Comité para ser registrado junto a su familia en el Libro de Registro. Cualquier huésped temporal del ciudadano debe ser informado.
El responsable de Vigilancia es el encargado de organizar entre otras tareas, la llamada "guardia revolucionaria", es decir, citar a cada ciudadano cada vez que le corresponda, para efectuar vigilancia en la cuadra en horarios nocturnos. También como el presidente, deberá tomar nota de cada situación que le parezca fuera de lo común: entrada y salida de muchas personas en una misma casa, ciudadanos con bolsos o paquetes, etc. 
El responsable Ideológico, es el que se encarga de citar a los ciudadanos a algún local de la cuadra para leer material político orientado por el Partido Comunista. Esta actividad ha caído en desuso dado el desinterés de la población.
El responsable de Trabajo Voluntario es el encargado de citar a los ciudadanos de la cuadra para hacer diversos trabajos los días de descanso (domingos). Estos trabajos podían ser blanquear contener con cal, cortar hierba o limpieza. También es una actividad que se ha reducido muchísimo. La efectividad de la policía política cubana y el Departamento Técnico de Investigaciones descansan en la existencia de los CDR, que les ofrece información detallada de los objetivos de vigilancia.[cita requerida]

## Actividades
Entre sus actividades se cuentan el mantenimiento de edificios, la limpieza de calles, la separación de los residuos para su reciclaje, la activación de mecanismos para el ahorro energético, el patrullaje nocturno de vigilancia, etc. Otras tareas incluyen la entrega de sangre para los hospitales, la lucha y vigilancia contra posibles infiltraciones de paquetes de drogas por los mares que rodean la isla de Cuba, la incorporación de los jóvenes al estudio y el trabajo, y la atención a familias con desventajas sociales o ancianos desamparados. También tuvieron como objetivos, entre otros, la participación en la Campaña Nacional de Alfabetización en Cuba y la realización de vacunaciones contra la poliomielitis y otras enfermedades. Agregar también las brigadas de autofocal desarrolladas en cada CDR con el fin de combatir el surgimiento de Focos de Vectores como los de Aedes aegyptis responsables de la transmisión del dengue hemorrágico y otras enfermedades, todo esto como parte del apoyo a las campañas del Ministerio de Salud Pública en las que esta organización ha obtenido buenos resultados. Entre las actividades más importantes de los Comités de Defensa de la Revolución, conocidos como CDR, está la de ejercer una vigilancia desde nivel básicamente civil.
Después del Maleconazo de 1994, los Comités de Defensa de la Revolución deben dotarse de una “Brigada de Respuesta Rápida” para oponerse inmediatamente a cualquier manifestación espontánea de oposición al poder, similares a la Milicia Voluntaria para la Seguridad Nacional de Benito Mussolini.

## Críticas
Los críticos del sistema socialista opinan que la estructura de los CDR ha producido una estructura controlada por el estado que, además de su labor social, ejerce la principal misión de vigilar y controlar la vida tanto pública como privada de las personas y de todos los vecinos, desde un nivel muy cercano a estas. Carlos Alberto Montaner escribe al respecto en Informe secreto sobre la revolución cubana (1976):

Las incongruencias entre el cubano y su organización económica actual ha parido un feo invento: los Comités de Defensa de la Revolución. Según el propio régimen —muy orondo con sus policías— hay más de doscientos mil de estos pequeños cuartelillos domésticos. Se trata de grupos adictos que se encargan de husmearlo todo, de inventariarlo todo, de saber vida y milagro (con perdón) de cuanto bípedo respira en el país. Son los que instrumentan las orientaciones que "bajan" de lo alto. Nada humano les es ajeno: con quién se acuesta la señora del quinto, cuándo se baña el calvo del primero, por qué Zutano no fue a cortar caña. La represión y la vigilancia existen —obviamente— en razón directa a la posible desobediencia (...) Es obvio que los Comités de Defensa no están defendiendo a la revolución de los marines yanquis, sino de los propios cubanos; es elocuente que si existen doscientos mil minicuarteles es porque existen millones de posibles transgresores de la ley.

Los CDR también han sido criticados por algunos grupos de derechos humanos por involucrarse en los llamados "actos de repudio", los cuales incluyen abuso, intimidación y en ocasiones, agresiones físicas en contra de aquellos que son considerados contrarrevolucionarios, es decir, enemigos de la Revolución. Algunos analistas internacionales consideran que los comités actúan como una policía secreta o espías del gobierno, buscando garantizar la continuidad del sistema político vigente.
Dentro de los estudios de y sobre la memoria de la diáspora cubana, existen amplios relatos sobre el rol que jugaron los CDRs en contra de los opositores políticos al régimen establecido desde 1959. Al ser sistemas de vigilancia en los barrios, muchas personas sufrieron ataques por ser consideradas opositoras al régimen, aunque esto no necesariamente fuera así. En ambos casos, fuese o no contrario al régimen, la persona señalada por los CDRs era atacada, excluida y marginada, por motivos como la migración -que fue considerada casi un pecado por el gobierno-. Cuando se sabía que alguien tenía la intención de migrar, se le organizaba un acto de repudio organizado por el CDR de la zona o colonia donde vivía el individuo o la familia. Estos actos son ampliamente narrados por personas cubanas emigrantes durante estas décadas. Las secuelas dejadas por estos actos son muy fuertes, ya que veían a su vecinos y familia llamándolos de traidores, contrarrevolucionarios y "gusanos", el adjetivo más violento contra todo lo que englobaba ser un antirrevolucionario. En el documental sobre el cantautor Mike Porcel, se muestra este tipo de eventos como un trauma para las personas que los sufrieron. 